# Кастел ди Тора
Кастел ди Тора (итал. Castel di Tora) је насеље у Италији у округу Ријети, региону Лацио.
Према процени из 2011. у насељу је живело 254 становника. Насеље се налази на надморској висини од 549 м.

## Становништво
| 1936. | 1951. | 1961. | 1971. | 1981. | 1991. | 2001. | 2011. |
| ----- | ----- | ----- | ----- | ----- | ----- | ----- | ----- |
| 890   | 826   | 584   | 489   | 387   | 330   | 286   | 299   |